# Gennadij Lalijev
Gennadij Lalijev, född 30 mars 1979, är en kazakisk brottare som tog OS-silver i welterviktsbrottning i fristilsklassen 2004 i Aten.  Han deltog också i en viktklass högre upp 2008, där han kom på trettonde plats.